# Mago
 (juillet 2022).
Si vous disposez d'ouvrages ou d'articles de référence ou si vous connaissez des sites web de qualité traitant du thème abordé ici, merci de compléter l'article en donnant les références utiles à sa vérifiabilité et en les liant à la section « Notes et références ».
Pour les articles homonymes, voir Mago (homonymie).
Mago est une revue de petit format de l'éditeur Jeunesse et Vacances qui a eu sept numéros de mars 1980 à septembre 1981. Mago, n'étant autre que le magicien Cagliostro d'Andrea Lavezzolo (it) et Virgilio Muzzi (it).

## Séries publiées
- Cagliostro (Andrea Lavezzolo & Virgilio Muzzi) : N° 1 à 7.
- Jim Falco
- Le Corsaire Noir